# Misery
För andra betydelser, se Misery (olika betydelser).
"Misery" är en sång av den brittiska rockgruppen The Beatles, utgiven den 22 mars 1963. Sången är skriven av John Lennon och Paul McCartney, och gavs i Storbritannien ut på gruppens debutalbum Please Please Me. I USA släpptes sången först på albumet Introducing... The Beatles den 10 januari 1964. I Kanada gavs den ut på albumet The Beatles' Long Tall Sally den 10 maj 1964, och sången finns även med på EP-skivorna The Beatles (No. 1) och Souvenir of Their Visit to America.
"Misery" finns med på den amerikanska versionen av samlingsalbumet Rarities samt livealbumet On Air – Live at the BBC Volume 2.

## Bakgrund
I början av 1963 turnérade The Beatles tillsammans med popsångerskan Helen Shapiro och andra mindre artister. Shapiros A&R-manager Norrie Paramor letade efter nytt material till hennes nya album och tillfrågade The Beatles om de kunde skriva en sång speciellt för Shapiro. Gruppen tackade ja, och sången påbörjades innan deras konsert i staden Stoke-on-Trent i Staffordshire den 26 januari 1963, och skrevs sedan klart hemma hos Paul McCartney i Liverpool. Norrie Paramor tyckte dock att sången inte passade Shapiro, och istället spelade den brittiska sångaren Kenny Lynch in sången. "Misery" blev då den första sången skriven av Lennon–McCartney (då krediterat som McCartney–Lennon) att spelas in av en annan artist.
På grund av att man behövde fler egna sånger till albumet Please Please Me, valde gruppen att spela in sången.

### Inspelning
Sången spelades i den 11 februari 1963 i totalt 11 tagningar. Den 20 februari gjorde producenten George Martin ett pålägg med piano. Han spelade då piano själv utan gruppens närvaro.

## Medverkande
- John Lennon – sång, kompgitarr
- Paul McCartney – sång, basgitarr
- George Harrison – sologitarr
- Ringo Starr – trummor
- George Martin – piano, producent

Medverkande enligt webbplatsen The Beatles Bible.